# Just Good Friends
Pistes de Bad
Liberian Girl
(4) Another Part of Me
(6)
Just Good Friends est la cinquième chanson de l'album Bad (1987) de Michael Jackson. Il s'agit d'un duo entre Michael Jackson et Stevie Wonder. Just Good Friends n'a pas fait l'objet d'une sortie en single. 

## Divers
- Stevie Wonder avait déjà collaboré avec Michael Jackson en lui écrivant la chanson I Can't Help It pour Off the Wall (1979).
- L'ingénieur du son Matt Forger a confié que « Stevie avait une grande place dans la vie de Michael. Il n’est pas rare de voir cette influence dans son travail. »[1]
- Lors d'une interview, Quincy Jones a déclaré qu'il s'agissait de la « seule chanson ratée de l'album. »